# 苏布勒科斯
苏布勒科斯（法語：Soublecause，法語發音：[subləkoz]）是法国上比利牛斯省的一个市镇，位于该省北部，属于塔布区。

## 地理
苏布勒科斯（43°31'52"N, 0°1'38"W）面积6.18 平方千米，位于法国奧克西塔尼大區上比利牛斯省，该省份为法国西南部内陆省份，北至热尔省，西接大西洋比利牛斯省，南与西班牙接壤，东临上加龙省。
与苏布勒科斯接壤的市镇（或旧市镇、城区）包括：埃尔、贝特拉克、科萨德里维耶尔、阿日代、拉巴蒂里维耶尔、马迪朗。

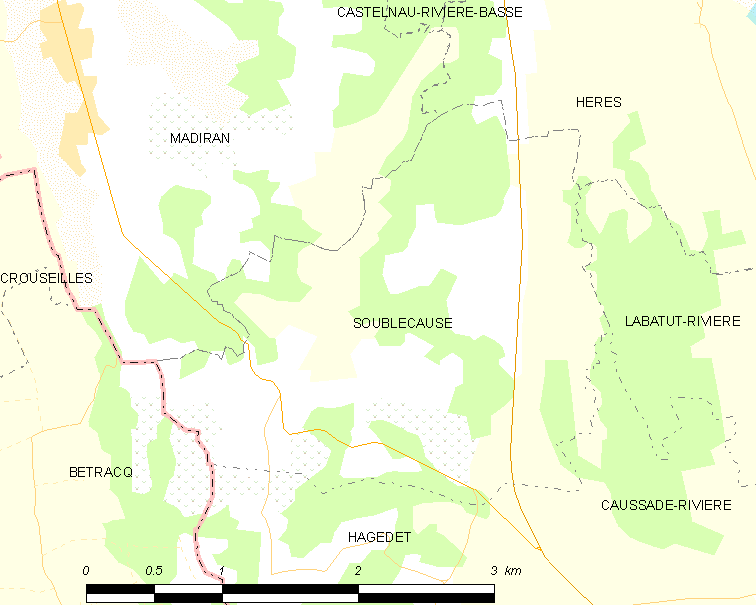
苏布勒科斯的OSM定位图

苏布勒科斯的时区为UTC+01:00、UTC+02:00（夏令时）。

## 行政
苏布勒科斯的邮政编码为65700，INSEE市镇编码为65432。

## 政治
苏布勒科斯所属的省级选区为阿杜尔河谷-吕斯唐-马迪拉奈县。

## 人口

1962-2008年间苏布勒科斯人口变化图示

苏布勒科斯于2022年1月1日时的人口数量为174人。